# Oblivion (T-Pain)
Oblivion è il quinto album in studio del cantante statunitense T-Pain pubblicato il 17 Novembre 2017.

## Tracce
1. Who Died - 2:25.
2. Classic You (feat. Chris Brown) - 2:42
3. Straight - 2:58
4. That’s How It Go - 2:40
5. No Rush - 2:50
6. Pu$$y On The Phone - 2:10
7. Textin’ My Ex (feat. Tiffany Evans) - 4:04
8. May I (feat. Mr. Talkbox) - 7:54
9. I Told My Girl (feat. Manny G) - 3:49
10. She Needed Me - 4:20
11. Your Friend - 4:06
12. Cee Cee From DC (feat. Wale) - 4:56
13. Goal Line (feat. Blac Youngsta) - 3:25
14. 2 Fine (feat. Ty Dolla $ign) - 6:16
15. That Comeback - 2:46
16. Second Chance (Don’t Back Down) (feat. Roberto Cacciapaglia) - 5:00